# Termination
『Termination』（ターミネーション）は、9mm Parabellum Bulletのアルバム。2007年11月14日発売。

## 解説
初のフルアルバム。通常盤は2500円だが、2008年2月までの期間限定で1999円の9mm PRICE盤が発売された。

## 楽曲解説
「Discommunication」については当該項目を参照。
Heat-Island（Album Ver.）
ミニアルバム『The World e.p.』収録曲の再録版。ライブ映像を用いたPVが制作されている。
砂の惑星
本作で唯一タンバリンを使用した楽曲。
Sundome
タイトルは原爆ドームの暗喩であり、歌詞もそれに即して書かれている。
Termination
本作のタイトル曲で、PVが存在する。
The World（Album Ver.）
#3「Heat-Island」と同じく、『The World e.p.』からの再録。本作の発売に際しPVが制作された。
Punishment
『ASIAN KUNG-FU GENERATION presents NANO-MUGEN COMPILATION 2008』にも収録されている。
アーケードゲーム『太鼓の達人』では、12（ドーンと！増量版）～14、および「新筐体版」に収録されていたが、2017年6月28日をもって「新筐体版」の全バージョンから削除された。よって、現在は『12』～『14』および家庭用ソフトでのみプレイできる。

## 収録曲
- 全作詞：菅原卓郎、全編曲：9mm Parabellum Bullet

| #   | タイトル                                                                                             | 作詞 | 作曲                  | 時間  |
| --- | --- | ---- | --------------------- | ----- |
| 1.  | 「Psychopolis」                                                                                      |      | 滝善充                | 2：47 |
| 2.  | 「Discommunication」(HTB系『夢チカ18』OPテーマ、テレビ東京系『JAPAN COUNTDOWN』2007年10月度EDテーマ) |      | 9mm Parabellum Bullet | 3：10 |
| 3.  | 「Heat-Island（Album Ver.）」                                                                        |      | 9mm Parabellum Bullet | 2：45 |
| 4.  | 「Sleepwalk」                                                                                        |      | 滝善充                | 3：23 |
| 5.  | 「砂の惑星」                                                                                         |      | 滝善充                | 2：52 |
| 6.  | 「Heart-Shaped Gear」                                                                                |      | 滝善充                | 3：47 |
| 7.  | 「Sundome」                                                                                          |      | 滝善充                | 3：36 |
| 8.  | 「Battle March」                                                                                     |      | 滝善充                | 3：43 |
| 9.  | 「Butterfly Effect」                                                                                 |      | 滝善充                | 2：56 |
| 10. | 「Termination」                                                                                      |      | 滝善充                | 3：48 |
| 11. | 「The World（Album Ver.）」                                                                          |      | 9mm Parabellum Bullet | 3：51 |
| 12. | 「Punishment」                                                                                       |      | 9mm Parabellum Bullet | 2：33 |